# Catalunya Track Cycling Team
El Catalunya Track Cycling Team és un club català de ciclisme en pista, creat l'any 2006.
L'objectiu de l'equip és permetre els ciclistes catalans més joves competir internacionalment al més alt nivell, participant com a equip privat a la Copa del Món de ciclisme en pista juntament amb seleccions nacionals, circumstància permesa per la Unió Ciclista Internacional des de l'any 2004.
El debut de l'equip en competició oficial va ser el 8 de juny de 2006 al Grand Prix de Vítesse de Saint-Denis (França) amb la participació d'Antoni Josep Clua, Itmar Esteban i Javier Rodríguez. La presentació oficial de l'equip davant els mitjans de comunicació va ser l'11 de juliol del mateix any.
L'any 2009 també va ser convidat a participar en la Copa d'Europa de velocitat, al costat de seleccions. També ha estat convidat diverses vegades a participar enls 3 dies d'Aigle
Des de l'any 2009 compta amb una secció de ciclisme adaptat.